# Margareta Catharina Scheffel
Margareta Catharina Scheffel, född 20 oktober 1736 i Stockholm, död 3 februari 1808 i Västerås, var en svensk målare.
Hon var dotter till Johan Henrik Scheffel och Anna Margareta Bergstedt och från 1743 gift med assessorn och borgmästaren Eric Ugla samt syster till Martin Scheffel. Hon har i äldre konstlitteratur tillskrivits ett par miniatyrmålningar signerade M. Scheffel men eftersom hennes bror använde samma signatur kan han möjligen vara upphovsman till några av målningarna. 